# Zathureczky Viola
Zathureczky Viola (asszonyneve: Vajna Miklósné; (Bibarcfalva, 1867. szeptember 14. – Sepsiszentgyörgy, 1955. május 22.) erdélyi magyar háztartástani író.

## Életútja
Elemi és polgári iskolai tanulmányait magánúton végezte. Sepsiszentgyörgyön élt.

## Munkái
- Szakácskönyv (Sepsiszentgyörgy 1923; második, javított és bővített kiadása Vissza a tűzhelyhez alcímmel jelent meg, Sepsiszentgyörgy, 1938);
- Gyümölcsbefőzés és más hasznos tudnivalók (Sepsiszentgyörgy, 1924).